# Хыннамский химический комбинат

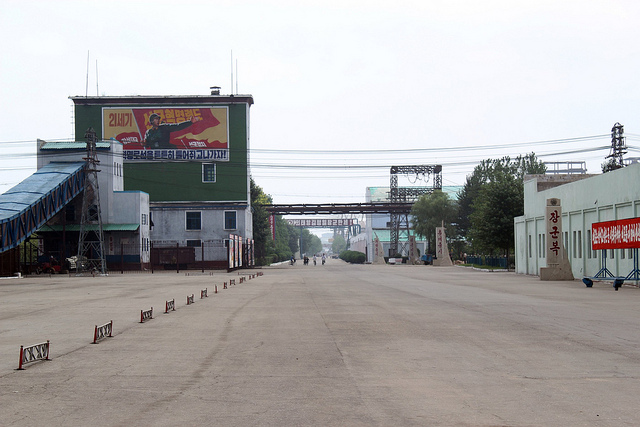
вход на Хыннамский химический комбинат (10 августа 2010 года)

Хыннамский химический комбинат — промышленное предприятие в городе Хыннам провинции Хамгён-Намдо Корейской Народно-Демократической Республики.

## История
Хыннамский химический завод по производству азотных удобрений был построен по распоряжению японских оккупационных властей в 1928 году.
В конце второй мировой войны в августе 1945 года город заняли советские войска. В конце 1945 года предприятие возобновило работу. В дальнейшем, завод стал государственным предприятием КНДР.
В ходе Корейской войны 1950 - 1953 гг. завод пострадал, однако в дальнейшем при помощи СССР был восстановлен. 
В 1953 году возобновил работу цех по производству серной кислоты (что позволило наладить выпуск аккумуляторов), в этом же году здесь был начат выпуск хозяйственного мыла и графитовых электродов. В 1954 году начался выпуск суперфосфата. В соответствии с трёхлетним планом восстановления народного хозяйства 1954-1956 гг. завод был реконструирован и превращён в Хыннамский комбинат химических удобрений. По состоянию на начало 1957 года основной продукцией предприятия являлись сернокислый аммоний и карбид кальция.
В апреле 1958 года реконструкция предприятия была завершена. Сдача в эксплуатацию завода азотной селитры Хыннамского химкомбината позволила КНДР позволило прекратить импорт минеральных удобрений (а в дальнейшем - начать экспорт азотных удобрений из КНДР в другие страны).
В сентябре 1960 года комбинат производил сорок видов химической продукции. Он полностью обеспечивал потребности сельского хозяйства страны в минеральных удобрениях, а также являлся источником сырья для других предприятий химической промышленности (в частности, здесь делали карбонат кальция для комбината «Виналон», производившего искусственные волокна). В дальнейшем здесь было освоено производство линолеума.
В первой половине 1970-х годов предприятие было расширено и реконструировано, в новых цехах комбината установили оборудование, выпущенное Ренсонским машиностроительным заводом. В середине 1970х годов основной продукцией комбината оставались химические удобрения (сульфат аммония, суперфосфат и др.).
В середине 1980х годов комбинат производил около трети минеральных удобрений в стране.
В целом, завод является одним из ведущих предприятий города.